# 国防预算

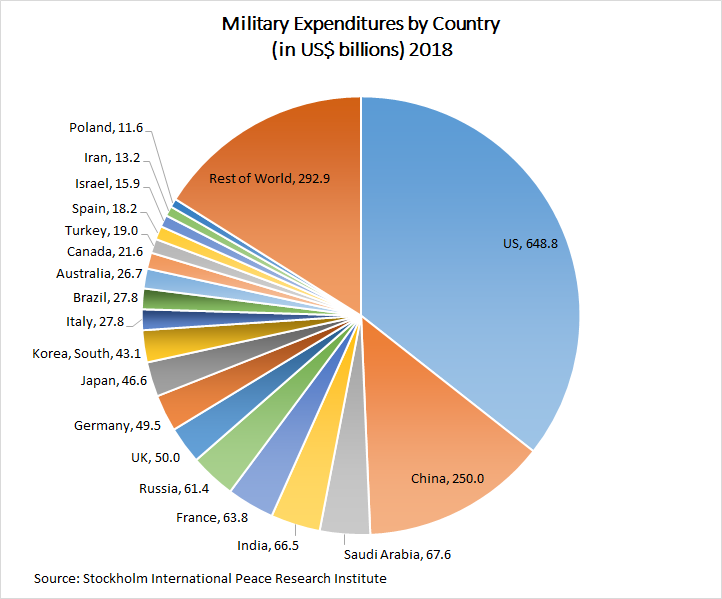
2018年世界各国军费比例

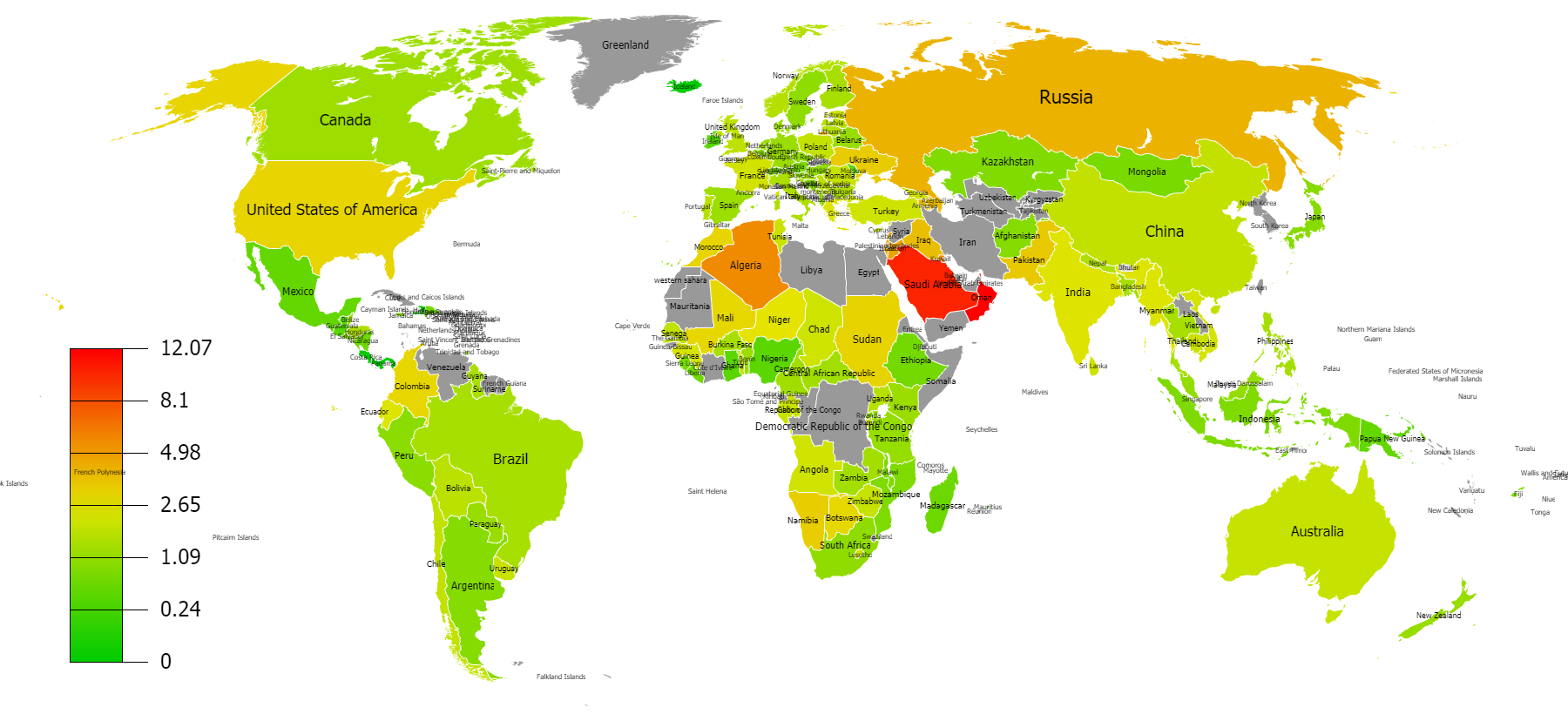
2017年各国軍費佔当地GDP比重

国防预算，又称军事费用，简称军费，是一个国家为了维持武装力量而支出的费用。
在非戰爭時，或非瀕臨戰爭時，國防預算如果佔GDP的比例過高，可能引起鄰近的國家警戒，進而挑起軍備競賽。
国防预算包括了:
- 人事費（通常指軍人的薪資與其退休金）
- 活動維持費（含舉辦演習與維持部隊經常性訓練的花費）
- 裝備費（通常指敏感性不高的裝備採購與維護費用）

## 中國
军事费用，在古今中外往往是很大的负担，一旦有战争发生，军费开支往往直线上升，所謂“军旅一兴，费靡巨万”。秦始皇大規模用兵，軍費消耗極巨，當時已有“口賦”的人頭稅。宋英宗治平初年，蔡襄任三司使，提到當時的財政狀況“天下六分之物，五分养兵，一分给郊庙之奉、国家之费，国何得不穷？民何得不困？”明朝末年軍費繁浩，有著名的“三饷加派”，顾炎武在《天下郡国利病书·福建三》中记载：“民田一亩值银七八两者，纳饷至十两。”清代乾隆六年户部左侍郎梁诗正奏述收支情形说: “度支经费，莫大于兵饷。”乾隆年間有十全武功，这十场战争，有胜有负，都打得艰苦卓绝。乾隆帝所用軍費，約在一億三千萬兩白銀以上，軍費向來是清朝財政的第一大支出項目，乾隆亦曾批示：“兵餉一項，居國用十分之六七。”為了應付繁浩的軍費開銷，當時鹽商總計捐輸不下一千三百一十萬兩銀之巨。嘉庆年間，爆发了白莲教起义，规模空前浩大，前后历经九年，清廷耗用军费二亿两白银。咸豐年間爆發金田起義，為了镇压太平天国所需庞大的军费，使清政府面临空前的财政危机。咸丰三年（1853年）开征釐金，釐金屬於一种地方商业税。為了争饷問題，曾国藩在两江总督任上与江西巡抚沈葆桢争夺江西釐金，雙方相峙不下。曾国藩的湘軍饷项须自筹，他在給諸弟的信中提到：“饷项已空，无从设法，艰难之状，不知所终。”光绪二十五年，户部奏称：“近年大费有三：曰军饷，曰洋务，曰息债。”
在中华人民共和国建国之后，由于多场战争和“备战”思想，军费在财政中占比一直较高。直到1980年代，邓小平实施和平主义战略并削减军费，中国军费占财政支出的比例遂在1980年开始逐渐回落，于1985年占到中华人民共和国成立后的新低9.56%，此后近20年一直在此区间波动。2003年以后，随着中国经济腾飞，财政收入一路高涨，军费占财政比例不断缩小，从2003年的8.79%逐步下降到2010年代稳定在5.5%左右，直至2023年（占财政比例5.6%）一直稳定在此区间。

## 相關
- 中國軍費史
- 各国国防预算列表
- 國防工業

## 外部連結
- "Military budget" - 搜索 Google 圖書
- "國防預算" - 搜索 Google 圖書